# Luis Durand
Luis Durand (Traiguén, 6 de julio de 1895-Santiago de Chile, 11 de octubre de 1954), fue un escritor y periodista chileno. Es conocido principalmente por su novela Frontera (1949), que aborda el tema del bandidaje en Chile y la violencia fronteriza durante el proceso de colonización de la Araucanía. Es una figura prominente del movimiento literario conocido como "criollismo"

## Biografía
Sus estudios básicos los cursó en Traiguén, su ciudad natal. Desde muy pequeño sintió inclinación por la literatura, pero debido a la falta de recursos, para poder obtener algún libro tenía que ingeniárselas. Así, semanalmente pedía prestado a un zapatero amigo folletines que a este le llegaban desde Santiago. También, algunas noches acudía a escuchar las lecturas de novelas en francés que una señorita de su pueblo ofrecía a un círculo de amistades.
Posteriormente, se mudó a la capital donde hizo la enseñanza media en el Instituto Nacional. Los primeros años en Santiago fueron bastante duros; había llegado en condiciones muy modestas, según refieren sus amigos, amparado por su medio hermano Manuel Manríquez, quien, luego de mostrarle la catedral «para que se fuera acostumbrando», lo llevó a vivir al barrio del matadero municipal (barrio Franklin). Allí tuvieron lugar pequeñas experiencias que Durand nunca olvidó, plasmándolas más tarde en sus obras. 
Regresó a Traiguén, tal vez por la nostalgia de su tierra, e ingresó a una escuela agrícola, pero no terminó estos estudios. Trabajó como administrador en algunos fundos de la zona, en Quechereguas, como profesor en una escuela franciscana y como tenedor de libros, ocupación esta que lo iría acercando hacia su destino de escritor.
Volvió a Santiago en 1920 para integrarse en el ambiente literario, que por ese entonces, animaban Joaquín Edwards Bello, José Santos González Vera y Mariano Latorre, entre otros, en las tertulias de Carlos George Nascimento. Para poder subsistir se integró a Correos de Chile, donde obtuvo un trabajo de jornada completa. A pesar del agotamiento, producto de la ardua jornada de trabajo, persistió en sus intentos literarios y publicó por primera vez en la revista Zig-Zag, en 1927. 
En 1929 publicó Tierra de pellines, novela que lo consagró como escritor, y en 1934, presentó Mercedes Urízar, para muchos su mejor obra. Escribió su única obra infantil, Guauguau y sus amigos, en 1947, que editó bajo el sello Rapa Nui. Su libro más discutido, Frontera, salió a la luz en 1949.
Como periodista colaboró en los diarios El Mercurio, El Diario Ilustrado y Las Últimas Noticias; además, fue director del diario La Nación y de la revista Atenea, de la Universidad de Concepción. 
Junto con Mariano Latorre, del que fue amigo y discípulo, se le considera uno de los representantes de mayor importancia del criollismo chileno. A su muerte, acaecida el 11 de octubre de 1954, dejó inconclusa una novela, que se editó tres años más con el título de Un amor.

## Obras

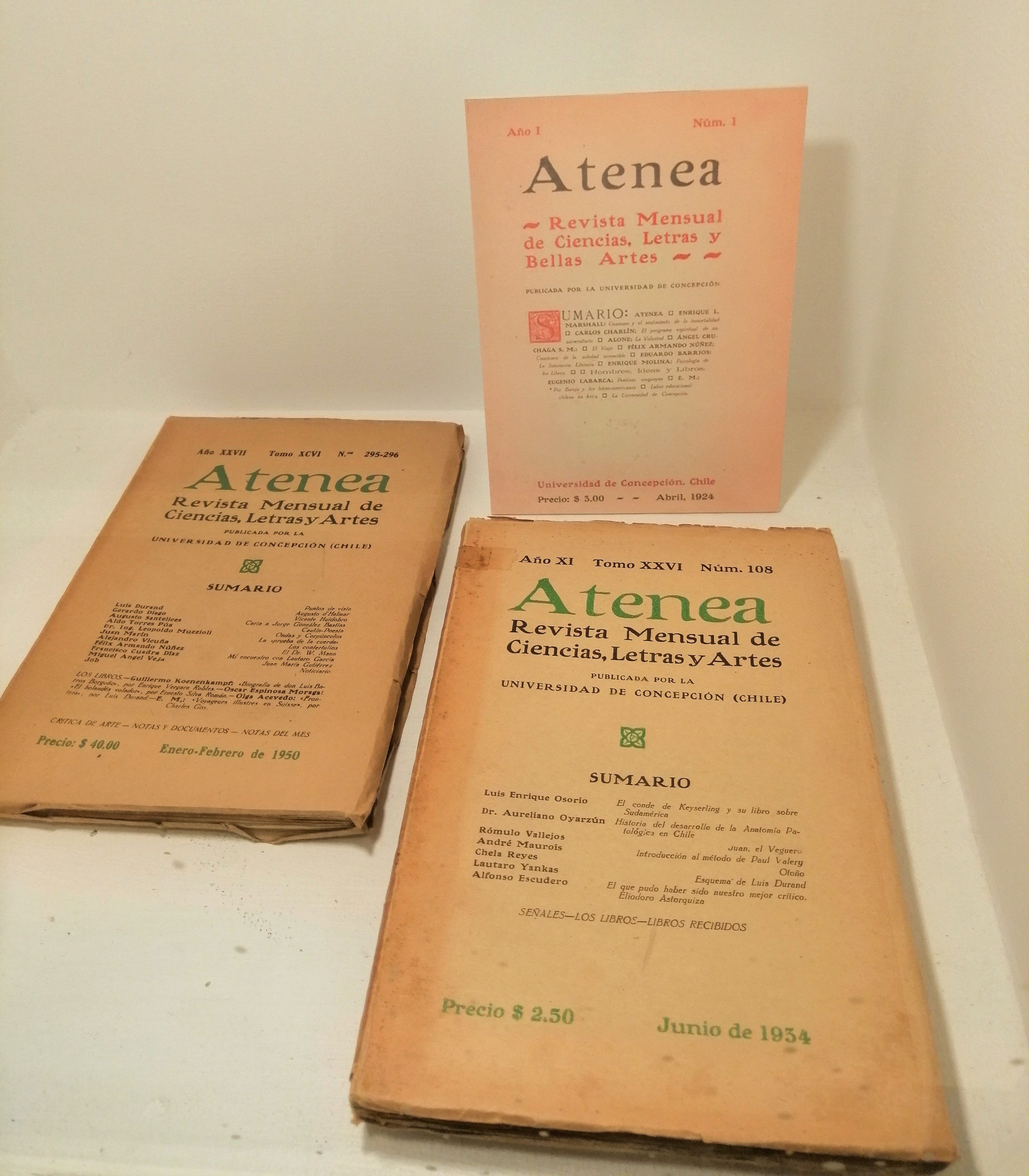
Publicación «Puntos de vista» de Luis Durand en el número 295-296 (1950) de la revista Atenea.

- Chabela (1927)
- Tierra de pellines (1929)
- Campesinos (1932)
- La picada (1933)
- Cielos del sur (1933)
- Piedra que rueda (1934)
- Mercedes Urízar (1934)
- El primer hijo (1936)
- Visión de Sarmiento (1938)
- Mi amigo pidén (1939)
- Presencia de Chile (1942)
- Casa de la infancia (1945)
- La noche en el camino (1945)
- Alma y cuerpo de Chile (1947)
- Frontera (1949)
- Siete cuentos (1950)
- Don Arturo (1952)
- Paisaje y gente de Chile (1953)
- Un amor (póstuma, 1957)